# 郭店楚简
郭店楚墓竹簡，簡稱郭店楚簡，是指1993年10月於中國湖北省荆门市沙洋縣紀山鎮編號為郭店一號的楚國墓室中發現的竹簡。大概成書於戰國中期，有中國最早的書籍之稱。

## 历史
郭店墓室曾被盗墓者所扰，盗墓者两次挖至椁板并打开边箱取走部份文物，幸数量不多，简基本无损。
秦始皇在焚书坑儒中将大量先秦书籍焚毁，而郭店楚简则在地下得以保存，为研究先秦古文和思想提供珍贵的历史资料，對於古中國文獻之研究有甚大意義。
郭店楚简共804枚，其中有字竹简726枚，共13000餘字，全部为先秦时期的儒家和道家典籍，共18篇。儒家典籍有《缁衣》、《鲁穆公问子思》、《穷达以时》、《五行》、《唐虞之道》、《忠信之道》、《成之闻之》、《尊德义》、《性自命出》、《六德》、《语丛》（四篇）；道家著作有《老子》（甲、乙、丙三篇）和《太一生水》。学者认为，“郭店简《缁衣》、《五行》出自子思，其它《性自命出》等也与曾子、子思一系有关系，甚至不妨视为《子思子》。” 

### 争议
郭店楚简所载内容与传世之儒道经典颇有不同，比如传世的《道德经》第十九章为：“绝圣弃智，民利百倍；绝仁弃义，民复孝慈；绝巧弃利，盗贼无有。”简文《老子》甲的开头却是：“绝智弃辩，民利百倍；绝巧弃利，盗贼亡有；绝伪弃诈，民复孝慈。”
以上这部分内容的不同，比如“绝仁弃义”对比于“绝伪弃诈”，让人猜想目前主流的道德经版本（“绝仁弃义”版，晚于郭店版出现）中这部分内容被（尊儒抑道者）篡改或曲解过以使道德经所代表的思想被尊儒者所攻击的原因之一。

## 篇目

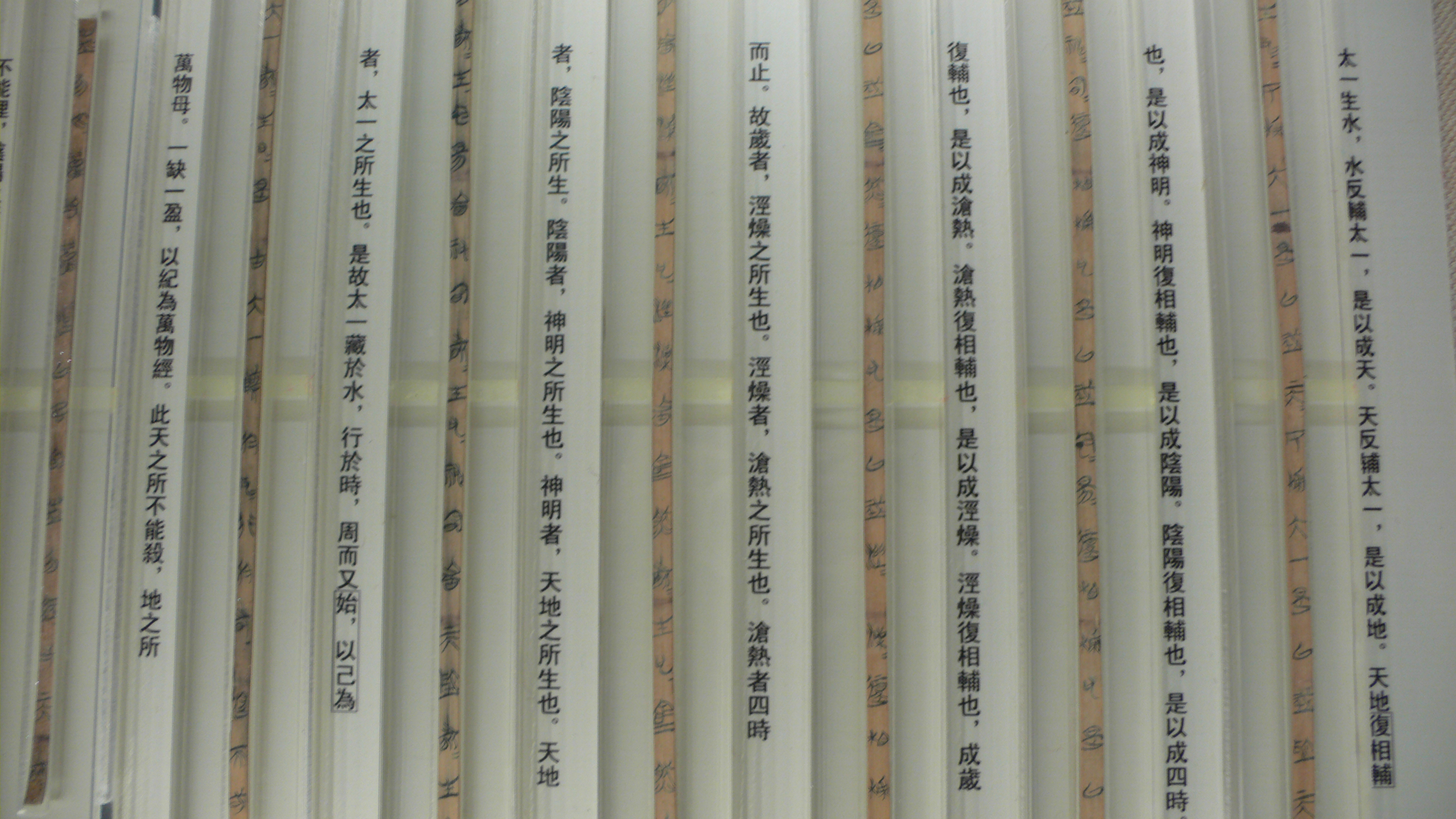
《太一生水》竹简局部，摄于湖北省博物馆

| 01-03 | 老子甲、乙、丙     |
| 04    | 太一生水           |
| 05    | 緇衣               |
| 06    | 魯穆公問子思       |
| 07    | 窮達以時           |
| 08    | 五行               |
| 09    | 唐虞之道           |
| 10    | 忠信之道           |
| 11    | 成之聞之           |
| 12    | 尊德義             |
| 13    | 性自命出           |
| 14    | 六德               |
| 15-18 | 語叢一、二、三、四 |

## 研究書目
- Scott Cook（顧史考）：《郭店楚簡先秦儒書宏微觀》（上海：上海古籍出版社，2012）。
- 邢文編譯：《郭店老子與太一生水》（北京：學苑出版社，2005）。
- Sarah Allan & Crispin Williams編，邢文編譯：《郭店老子：東西方學者的對話》（北京：學苑出版社，2002）。
- 柯馬丁：〈引據與中國古代寫本文獻中的儒家經典《緇衣》研究 （页面存档备份，存于）〉。
- 李學勤：〈太一生水的數術解釋 （页面存档备份，存于）〉。
- 賀碧來：〈論《太一生水》 （页面存档备份，存于）〉。
- 戴卡琳：〈《太一生水》初探 （页面存档备份，存于）〉。
- 曹峰：〈《太一生水》下半部分是一个独立完整的篇章 （页面存档备份，存于）〉。